# Stephen Haslam
Stephen Robert Haslam (Sheffield, 6 settembre 1979) è un ex calciatore inglese, di ruolo difensore.

## Carriera

### Giocatore

#### Club
Dopo un biennio nelle giovanili dello Sheffield Weds, club della sua città natale, esordisce tra i professionisti sempre con le Owls nella stagione 1998-1999: la sua gara di esordio è la vittoria casalinga per 1-0 contro il Liverpool della trentasettesima giornata di campionato della prima divisione inglese, in cui parte da titolare venendo sostituito nel corso del secondo tempo; il successivo 16 maggio ha destino analogo (titolare ma sostituito nel secondo tempo) nella vittoria esterna per 1-0 sul campo del Charlton, che è la sua seconda ed ultima apparizione stagionale in prima squadra. Trova invece decisamente maggiore spazio (23 partite in campionato, 3 in FA Cup ed una in Coppa di Lega) nella stagione successiva, che il club termina tuttavia con una retrocessione in seconda divisione, categoria in cui Haslam gioca spesso da titolare (27 presenze, 24 delle quali nell'undici iniziale) sia nella stagione 2000-2001 che nella stagione 2001-2002 (41 presenze, 39 delle quali da titolare); dopo ulteriori 26 e 23 presenze in questa stessa categoria nelle stagioni 2002-2003 e 2003-2004, nell'estate del 2004 il difensore, autore di complessive 143 presenze ed una rete (realizzata il 26 aprile 2003, nella vittoria per 7-2 sul campo del Bury nella penultima giornata del campionato 2002-2003) in incontri di campionato (tutte tra prima e seconda divisione inglese) rimane svincolato. Nella stagione 2004-2005 veste per un breve periodo la maglia dell'Halifax Town (club appena retrocesso in quinta divisione) e per un altrettanto breve periodo (3 presenze) quella del Northampton Town, in quarta divisione, per poi far ritorno all'Halifax Town, con cui gioca per due stagioni e mezzo in quinta divisione (perdendo anche una finale play-off per la promozione in quarta divisione). Dal 2007 al 2009 gioca invece in quarta divisione al Bury (50 presenze ed una rete in incontri di campionato) e dal 2009 al 2012 è in terza divisione all'Hartlepool Utd (84 presenze); chiude infine la carriera nel 2012 dopo una breve esperienza con i semiprofessionisti del Fylde, in Northern Premier League Division One North (ottava divisione), campionato che peraltro contribuisce a vincere.

#### Nazionale
Nel 1996 ha giocato una partita con la nazionale inglese Under-16.
Nel 1999 ha partecipato ai Mondiali Under-20, giocandovi 3 partite.

### Allenatore
Dal 2012 al 2024 ha allenato nelle giovanili dello Sheffield Wednesday.

## Palmarès

### Giocatore

#### Competizioni regionali
- Northern Premier League Division One North: 1

Fylde: 2011-2012